# ディス・フライト・トゥナイト
「ディス・フライト・トゥナイト」 (This Flight Tonight) は、ジョニ・ミッチェルが作詞作曲した楽曲。
1971年6月発売の4枚目のアルバム『ブルー』に収録された。シングルカットされた「ケアリー」のB面に収められた。
1972年に行ったツアーでは多くのコンサートでオープニング曲として演奏された。

## カバー・バージョン
- ナザレス - 1973年9月のシングル[4]。同年発売のアルバム『威光そして栄誉』に収録。主にヨーロッパで大ヒットした。各国のチャートは以下のとおり。イギリス（11位）、西ドイツ（1位）、オーストリア（2位）、スイス（5位）、カナダ（27位）。
- ヘヴンズ・ゲイト - 『IN CONTROL』(1989年)に収録。
- ダイアモンド・ヘッド - ライブ・アルバム『Evil Live』（1994年）に収録。
- アイアン・セイヴィアー - 『Iron Savior』（1997年）に収録。
- ドゥギー・ホワイト - トリビュート・アルバム『Another Hair of the Dog - A Tribute to Nazareth』（2002年）に収録[5]。
- ローリー・アントニオーリ - 『Songs of Shadow, Songs of Light - The Music of Joni Mitchell』（2014年）に収録。
- モニカ・ボージム - 『Back to the Garden』（2016年）に収録[6]。
- モーガン・ジェームズ - 『Blue』（2016年）に収録[7]。